# Victor Hedman
Victor Hedman (* 18. prosince 1990 Örnsköldsvik) je švédský hokejový obránce hrající v severoamerické National Hockey League (NHL) za tým Tampa Bay Lightning, který ho v roce 2009 draftoval ze 2. pozice jako nejvýše postaveného Evropana v tomto draftu.

## Soukromý život
Hedman má dva starší bratry - Oscara Hedmana, který je také profesionální hokejista a v současné době působí ve švédské lize v týmu MODO Hockey; stejně jako Johan Hedman, který ale nehraje na profesionální úrovni.
Jako dítě začínal Hedman na postu gólmana. Jeho otec, Olle Hedman, mu však v deseti letech řekl, že pokud z této pozice odejde, tak mu koupí novou helmu, po které tak toužil. Od té doby se do branky nevrátil. Victor o tomto řekl: „Jsem za to teď vděčný. Člověk nikdy neví, co by se stalo, kdybych to neudělal.“
Mezi jeho další vášně kromě hokeje patří létání (má nalétáno osm hodin s menším civilním letadlem Piper PA-32) a fotbal. Hedman stále hraje fotbal během léta. V jednom ze článků se ukázalo, že když byl tázán na jakéhokoliv hráče z anglické Premier League nebyl z toho nijak zaskočen a většinou ho znal. K tomuto se jeho otec vyjádřil slovy: „Pravděpodobně ví toho o fotbale víc než o hokeji.“ Nicméně, Hedman věděl, že jeho budoucností je hokej. Povzbuzení k tomuto mu bylo třeba i pozvání do týmu od hráčů z NHL, kteří přes léto trénovali ve Švédsku. Některými z těchto hráčů byli i Peter Forsberg, Markus Näslund, Henrik Zetterberg a Nicklas Bäckström. Hedman se k tomu vyjádřil: „Když se na to podívám zpětně, tak to byl neuvěřitelný zážitek.“
V roce 2014 založil hokejovou školu ve svém rodném městě. Všechna místa v této škole se vyprodala za dvě hodiny, což Hedmana potěšilo: „Když vidíte do nadšení v očí dětí, tak víte, že to opravdu stojí za to.“
Hedman pochází z Örnsköldsviku, stejně jako dvojčata Daniel a Henrik Sedinové, se kterými trénuje před novou sezónou.

## Hráčská kariéra

### Švédsko
Svou juniorskou hokejovou kariéru zahájil ve švédské juniorské lize J20 SuperElit v mužstvu MODO Hockey. V jeho první kompletní sezóně v této lize 2006/07 zaznamenal 25 bodů ve 34 zápasech. V další sezóně už si vyhlédlo seniorské družstvo Moda, kde si ve věku 16 let odbyl premiéru ve švédské nejvyšší soutěži. Na začátku sezóny 2008/09 byl mnoha odborníky pro plánovaný draft zařazen jako nejvýše postavený hráč. V té samé sezóně získal ocenění Nováčka roku v SHL. Po jeho vystoupení na MSJ 2009, ho ve své konečné nominaci pozic hráčů pro draft zařadil Centrální úřad skautingu NHL jako nejvýše postavené hráče, hrající ho v Evropě. I přes nepravděpodobnost, že by Hedman hrál v Rusku, byl 1. června 2009 v draftu KHL vybrán z 83. pozice celkově týmem Spartak Moskva.
Ve vyhlídkách před draftem NHL 2016 byl Hedman uveden jako 2. nejlepší volba a nejlepší hráč hrající v Evropě. To taky vedlo k tomu, že si ho jako 2. celkově vybrala Tampa Bay Lightning.
Hedmana srovnávali s kanadským obráncem Chrisem Prongerem, který má podobnou postavu a na draftu byl také vybrán jako druhý.

### Tampa Bay Lightning
Hedman se svého debutu za Tampu v National Hockey League (NHL) dočkal 3. října 2009 proti Atlantě Thrashers a hned si připsal bod za asistenci na gól Martina St. Louise. První gól v této soutěži pak vstřelil 5. prosince, když překonal Dwayna Rolosona z New York Islanders.
Dne 5. ledna 2011, během jeho druhého vysokoškolského ročníku během sezóny 2010/11, narazil Hedman zezadu na mantinel kapitána Pittsburghu Penguins Kanaďana Sidneyho Crosbyho, za což dostal menší trest. Zásah byl jedním ze dvou, které nakonec způsobily závažný otřes mozku Crosbyho, který jej držel mimo hru více než rok. Dne 29. listopadu 2011, krátce po zahájení ročníku 2011/12, podepsal s Lightning pětiletý kontrakt za celkem 20$ mil. dolarů. Dne 25. září 2012, během výluky v sezóně 2012/2013, bylo oznámeno, že bude nastupovat v ruské Kontinentální hokejové lize (KHL) za kazašský tým Barys Astana. Během sezóny 2013/2014 si Hedman vylepšil statistiky ve všech částech kanadského bodování, v brankách (13), asistencích (42) a celkových bodů (55).
Velice dobře zahájil i následující ročník, ve kterém však jeho začátek přibrzdila zlomenina prstu, která ho vyřadila ze hry po dobu čtyř až šesti týdnů. V té době patřil Hedman se sedmi body mezi nejproduktivnější obránce a byl považován za možného držitele James Norris Memorial Trophy, ceny pro nejlepšího obránce sezóny v NHL. Navzdory zranění zaznamenal velice produktivní sezónu, když si v 59 utkáních připsal 10 gólů a 28 asistencí. Po druhém finále v play-off o Stanley Cupu proti Chicagu Blackhawks překonal Hedman rekord v nejvíce získaných bodech obránce z Tampy v jednom play-off s jednou branku a 11 asistencemi na kontě. Dne 8. června 2015, během třetího finále této série, překonal také klubový rekord Dana Boylea v zisku asistencí a kanadských bodů, když předchozí rekord Boylea s 19 asistencemi s 22 body, překonal ziskem 23 bodů za 3 góly a 20 asistencí.
Dne 1. července 2016 podepsal s vedením Lightning prodloužení smlouvy na osm let, která mu každou sezónu vynese 7,875$ mil. dolarů. Po odchodu Stevena Stamkose byl v září 2024 novým jmenován kapitánem Tampy.

## Reprezentační kariéra
Jeho první zkušeností ve švédském dresu na velkém turnaji bylo Mistrovství světa do 18 let v roce 2007, kde s mužstvem vybojoval bronzové medaile. Na MSJ 2008 v Pardubicích pomohl svými výkony ke stříbru, když ve finále s týmem po porážce 2:3 nestačil na Kanadu. Direktoriátem turnaje byl vybrán do All-Star týmu turnaje. Později se stal jedním z nejmladších hráčů, kteří hráli za švédskou hokejovou reprezentaci, když 3. dubna 2008 ve věku 17 let debutoval v přípravném utkání proti Norsku. Hedman pak za juniorskou reprezentaci odehrál ještě jeden šampionát v roce 2009 v kanadské Ottawě, kde druhý rok po sobě opět prohrál ve finále s Kanadou, tentokrát výsledkem 1:5.
V roce 2010 se zúčastnil Mistrovství světa v ledním hokeji v Německu, kde hrával nejčastěji ve dvojici s Magnusem Johanssonem, a kde měl třetí největší čas na ledě ze švédských hráčů. Dne 18. května 2010 přispěl svou prvním brankou na MS k vítězství nad Švýcarskem v základní skupině a turnaj dokončil ziskem bronzové medaile. O dva roky později, na šampionátu ve Finsku a Švédsku, vypadl s týmem ve čtvrtfinále po porážce 3:4 s Českem. Hedman byl v průběhu šampionátu hodně kritizován a později sám přiznal, že od sebe čekal více.
Dne 2. března 2016 ho Rikard Grönborg zařadil na svou soupisku pro Světový pohár v ledním hokeji 2016 v Torontu. Hedman na turnaji v dresu Švédska působil i se svým parťákem z obranné dvojice Antonem Strålmanem. S týmem obsadil konečné 3. místo, když prohráli po prodloužení v semifinále s Výběrem Evopry výsledkem 2:3. Na turnaji zaznamenal ve čtyřech odehraných utkáních jeniný kanadský bod za vstřelenou branku.

## Ocenění a úspěchy

### Švédsko
| Ocenění                                            | Sezóna / Rok |
| -------------------------------------------------- | ------------ |
| Švédský junior roku                                | 2009         |
| Nováček roku ve Svenska hockeyligan                | 2008/2009    |
| Zlatý puk (nejlepší hokejista Svenska hockeyligan) | 2015         |

### Mezinárodní
| Ocenění                     | Sezóna / Rok |
| --------------------------- | ------------ |
| MS do 18 let: All-Star Team | 2007, 2008   |
| MS juniorů: All-Star Team   | 2008         |

## Prvenství
- Debut v NHL – 3. října 2009 (Atlanta Thrashers proti Tampa Bay Lightning)
- První asistence v NHL – 3. října 2009 (Atlanta Thrashers proti Tampa Bay Lightning)
- První gól v NHL – 5. prosince 2009 (Tampa Bay Lightning proti New York Islanders, kanadskému brankáři Dwayne Roloson)

## Klubové statistiky
| Sezóna      | Klub                | Soutěž      |      | Základní část | Základní část | Základní část | Základní část | Základní část |    | Play off | Play off | Play off | Play off | Play off |
| Sezóna      | Klub                | Soutěž      | Z    | G             | A             | B             | TM            | Z             | G  | A        | B        | TM       |          |          |
| 2005/06     | MODO Hockey         | SuperElit   | 10   | 0             | 1             | 1             | 8             | —             | —  | —        | —        | —        |          |          |
| 2006/07     | MODO Hockey         | SuperElit   | 34   | 13            | 12            | 25            | 30            | 5             | 1  | 1        | 2        | 44       |          |          |
| 2007/08     | MODO Hockey         | SuperElit   | 6    | 2             | 1             | 3             | 26            | 3             | 2  | 0        | 2        | 4        |          |          |
| 2007/08     | MODO Hockey         | SHL         | 39   | 2             | 2             | 4             | 44            | 5             | 1  | 0        | 1        | 4        |          |          |
| 2008/09     | MODO Hockey         | SuperElit   | 2    | 0             | 2             | 2             | 10            | 5             | 0  | 1        | 1        | 2        |          |          |
| 2008/09     | MODO Hockey         | SHL         | 43   | 7             | 14            | 21            | 52            | —             | —  | —        | —        | —        |          |          |
| 2009/10     | Tampa Bay Lightning | NHL         | 74   | 4             | 16            | 20            | 79            | —             | —  | —        | —        | —        |          |          |
| 2010/11     | Tampa Bay Lightning | NHL         | 79   | 3             | 23            | 26            | 70            | 18            | 0  | 6        | 6        | 8        |          |          |
| 2011/12     | Tampa Bay Lightning | NHL         | 61   | 5             | 18            | 23            | 65            | —             | —  | —        | —        | —        |          |          |
| 2012/13     | Barys Astana        | KHL         | 26   | 1             | 19            | 20            | 70            | —             | —  | —        | —        | —        |          |          |
| 2012/13     | Tampa Bay Lightning | NHL         | 44   | 4             | 16            | 20            | 31            | —             | —  | —        | —        | —        |          |          |
| 2013/14     | Tampa Bay Lightning | NHL         | 75   | 13            | 42            | 55            | 53            | 4             | 1  | 2        | 3        | 2        |          |          |
| 2014/15     | Tampa Bay Lightning | NHL         | 59   | 10            | 28            | 38            | 40            | 26            | 1  | 13       | 14       | 6        |          |          |
| 2015/16     | Tampa Bay Lightning | NHL         | 78   | 10            | 37            | 47            | 46            | 17            | 4  | 10       | 14       | 14       |          |          |
| 2016/17     | Tampa Bay Lightning | NHL         | 79   | 16            | 56            | 72            | 47            | —             | —  | —        | —        | —        |          |          |
| 2017/18     | Tampa Bay Lightning | NHL         | 77   | 17            | 46            | 63            | 54            | 17            | 1  | 10       | 11       | 10       |          |          |
| 2018/19     | Tampa Bay Lightning | NHL         | 70   | 12            | 42            | 54            | 44            | 2             | 0  | 0        | 0        | 10       |          |          |
| 2019/20     | Tampa Bay Lightning | NHL         | 66   | 11            | 44            | 55            | 31            | 25            | 10 | 12       | 22       | 24       |          |          |
| 2020/21     | Tampa Bay Lightning | NHL         | 54   | 9             | 36            | 45            | 28            | 23            | 2  | 16       | 18       | 8        |          |          |
| 2021/22     | Tampa Bay Lightning | NHL         | 82   | 20            | 65            | 85            | 36            | 23            | 3  | 16       | 19       | 10       |          |          |
| 2022/23     | Tampa Bay Lightning | NHL         | 76   | 9             | 40            | 49            | 42            | 5             | 0  | 3        | 3        | 2        |          |          |
| 2023/24     | Tampa Bay Lightning | NHL         | 78   | 13            | 63            | 76            | 76            | 5             | 1  | 6        | 7        | 0        |          |          |
| NHL celkově | NHL celkově         | NHL celkově | 1052 | 156           | 572           | 728           | 742           | 165           | 23 | 94       | 117      | 94       |          |          |

## Reprezentace
| Rok             | Tým             | Soutěž          | Z  | G | A | B  | TM |
| --------------- | --------------- | --------------- | -- | - | - | -- | -- |
| 2007            | Švédsko 18      | MS18            | 6  | 1 | 2 | 3  | 10 |
| 2008            | Švédsko 20      | MSJ             | 6  | 0 | 1 | 1  | 4  |
| 2008            | Švédsko 18      | MS18            | 4  | 1 | 3 | 4  | 10 |
| 2009            | Švédsko 20      | MSJ             | 6  | 0 | 2 | 2  | 6  |
| 2010            | Švédsko         | MS              | 9  | 1 | 1 | 2  | 6  |
| 2012            | Švédsko         | MS              | 8  | 0 | 1 | 1  | 14 |
| 2016            | Švédsko         | SP              | 4  | 1 | 0 | 1  | 0  |
| 2017            | Švédsko         | MS              | 10 | 2 | 2 | 4  | 6  |
| Junioři celkově | Junioři celkově | Junioři celkově | 22 | 2 | 8 | 10 | 30 |
| Senioři celkově | Senioři celkově | Senioři celkově | 31 | 4 | 4 | 8  | 26 |